# Donald Shanks (Sänger)
Donald Robert Shanks AO OBE (* 5. Juli 1940 in Brisbane, Queensland; † 8. April 2011) war ein australischer Opernsänger (Bassbariton).

## Leben
Shanks begann seine künstlerische Laufbahn als Sänger in verschiedenen Kirchenchören und bei Gottesdiensten. 1964 gab er, nach einem erfolgreichen Vorsingen, sein Operndebüt bei der Elizabethan Theatre Trust Opera, dem Vorläufer der heutigen Opera Australia, in einer Amateur-Produktion der Operette Der Mikado. Danach ging er zunächst mit der Williamson-Sutherland Opera Company auf Tournee durch Australien; dort sang er unter anderem den Baron Douphol in La traviata. An der Opera Australia entwickelte er seit 1964 eine langjährige Karriere. Er trat über 40 Jahre dort auf und sang dabei sowohl das komische Bassbariton-Fach, das Belcanto-Fach als auch seriöse Bassrollen, unter anderem in den Opern von Richard Wagner.
Zu seinen wichtigsten Rollen gehörten Osmin in Die Entführung aus dem Serail, Sarastro in Die Zauberflöte, Bartolo in Le nozze di Figaro (u. a. 1989 in der Sommerspielzeit der Australian Opera Sydney), Rocco in Fidelio (u. a. in der Wintersaison 1984 bei der Opera Australia), die Titelrolle in Don Pasquale, Dulcamarara in Der Liebestrank, Oroveso in Norma (1985 in Sydney), Zaccaria in Nabucco (in der Wintersaison 1984 in Sydney), Banquo in Macbeth (an der Seite von Sherrill Milnes in der Titelrolle), König Philipp und Großinquisitor in Don Carlo, Ramphis in Aida (u. a. in der Wintersaison 1984 bei der Opera Australia), Colline in La Bohème (u. a. neben Luciano Pavarotti als Rodolfo; außerdem während der Wintersaison 1981/82 der Australian Opera in der Bohème-Wiederaufnahme im Februar 1982), Timur in Turandot, Kezal in Die verkaufte Braut (u. a. in der Wintersaison 1981 bei der Opera Australia) und  Baron Ochs in Der Rosenkavalier.
In der Oper Boris Godunow sang er sowohl die Titelrolle als auch die Rolle des alten Mönchs und Chronisten Pimen. In der Wintersaison 1982 trat er bei der Opera Australia als Boris Godunow auf. Im Wagner-Fach trat er unter anderem als Daland (Der Fliegende Holländer), Landgraf (Tannhäuser), König Heinrich (Lohengrin, u. a. bei der Opera Australia in Sydney in der Wintersaison 1987), König Marke (Tristan und Isolde, u. a. in der Wintersaison 1982 mit Rita Hunter und Alberto Remedios in den Titelrollen), Veit Pogner (Die Meistersinger von Nürnberg), Hunding (Die Walküre, u. a. in Winterspielzeit 1989 bei der Wiederaufnahme) und Gurnemanz (Parsifal) auf. Mehrfach war bei Opernaufführungen in Australien und Kanada Joan Sutherland seine Partnerin, unter anderem in Norma (Sydney 1985), in Lucia di Lammermoor (Sutherland in der Titelpartie, Shanks als Raimondo), in Il trovatore (1983, Sydney Opera House), Hamlet (1985, Canadian Opera Company) und I puritani (1985, Sydney Opera House).
Shanks gastierte unter anderem an der Covent Garden Opera (1974, als Fafner in Das Rheingold), an der Grand Opéra Paris (1976, ebenfalls als Fafner), bei der Canadian Opera Company (1983–1986), am Sydney Opera House (1983, als Ferrando in Il trovatore; 1988, als König in Aida; 1991/1992 als Ochs und als Bartolo in Mozarts Le nozze di Figaro), an der Queensland Opera in Brisbane (1989, als Osmin) und an der Victoria State Opera.
Im Oktober 2004 nahm er mit der Titelrolle in der Operette Der Mikado offiziell Abschied von der Opernbühne. In seiner letzten Spielzeit bei der Opera Australia sang er dort 2004 außerdem noch Pfarrer/Dachs in Das schlaue Füchslein und den Doktor Bartolo in Le nozze di Figaro. Zuletzt sang Shanks im September 2010 nochmals den Doktor Bartolo in einer Produktion der Opera Queensland beim Brisbane Festival.
Mehrere Mitschnitte von Opernaufführungen, in denen Shanks mitwirkt, wurden mittlerweile auf DVD veröffentlicht, unter anderem Il trovatore (1983, Sydney Opera), Die Meistersinger von Nürnberg (1988, Australia Opera mit Donald McIntyre als Hans Sachs) und Turandot (1991, Opera Australia).
Shanks wurde, in Anerkennung seiner künstlerischen Verdienste, 1977 in den New Years Day Honours zum Officer des Order of the British Empire ernannt. 1987 wurde er Officer des Order of Australia.
Shanks starb an einem Herzanfall.